# Asobara abyssiniensis
Asobara abyssiniensis (лат.) — вид паразитических наездников рода Asobara из семейства Braconidae (Alysiinae, Hymenoptera).

## Распространение
Африка: Эфиопия.

## Описание
Длина около 3 мм. От близких видов отличается широкими глазами, пропорциями ног и жвал, особенностями жилкования крыльев. Усики 24-члениковые у самок и 26-члениковые у самцов.  Основная окраска тела коричневая. Жвалы крупные, простые, с 3 зубцами. Верхний зубец жвал широкий; средний зубец широкий и короткий; нижний зубец широкий. Передняя тенториальная ямка находится вдали от края глаз. Предположительно паразитируют на представителях отряда двукрылые.

## Систематика
Вид Asobara abyssiniensis был впервые описан в 2019 году испанским гименоптерологом Франсиско Хавьером Перис-Фелипо (Francisco Javier Peris-Felipo, University of Valencia, Paterna, Испания) по материалам из Африки.